# Zápustka

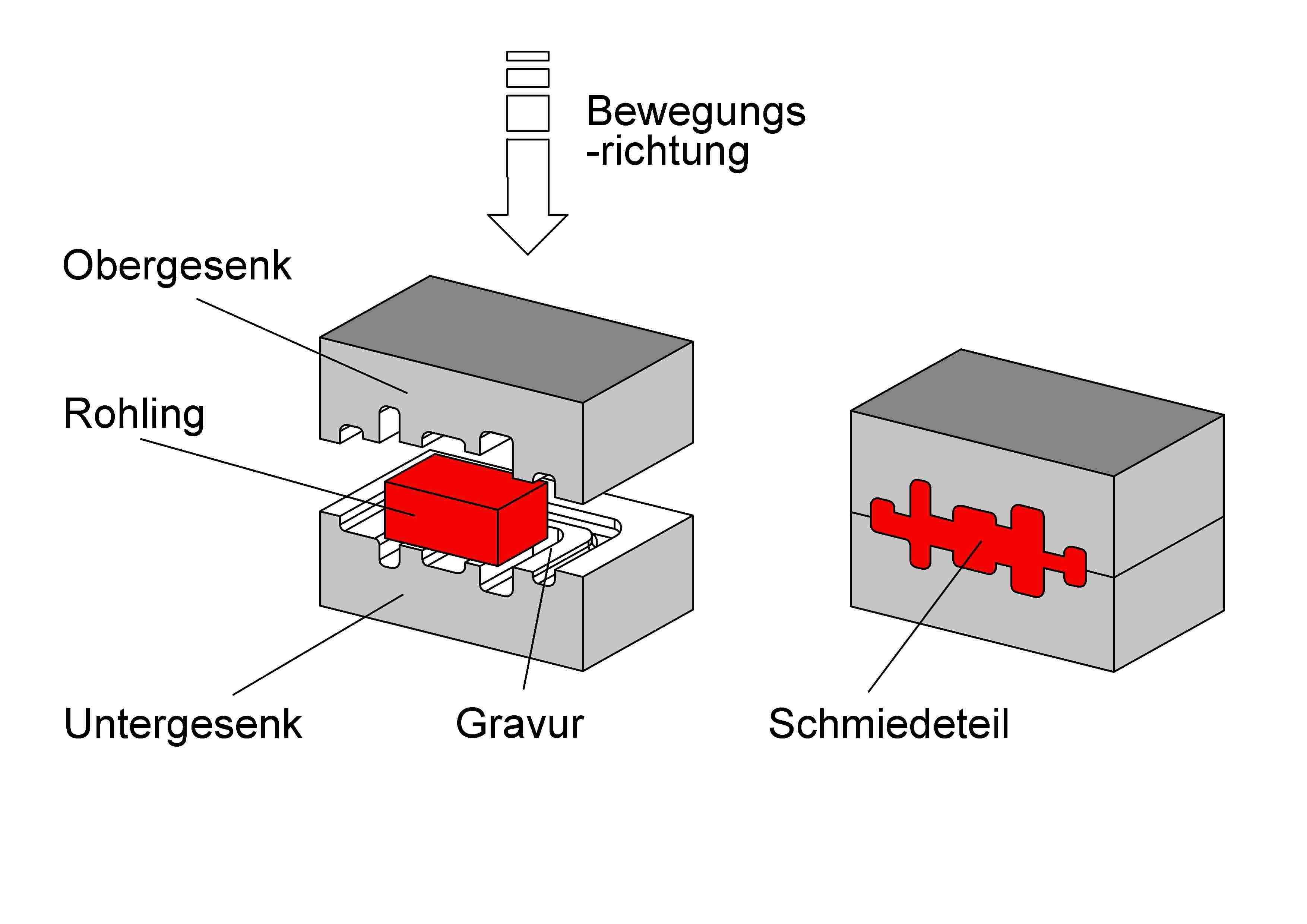
Horní a spodní zápustka; červeně je znázorněn výkovek

Zápustka je kovová forma, zpravidla dvoudílná, která má dutinu ve tvaru budoucího výkovku. Dutina je zvětšena o hodnotu smrštění materiálu, ke kterému dochází chladnutím výkovku. Zápustkové kování proti volnému kování dosahuje vysoké přesnosti a umožňuje výrobu i součástí velmi složitých tvarů.